# Douzième district congressionnel de Géorgie
Le 12e district congressionnel de Géorgie est un district de l'État américain de Géorgie. Il est représenté par le Républicain Rick Allen. Les limites du district ont été redessinées à la suite du recensement de 2010, qui a accordé un siège supplémentaire à la Géorgie. La première élection utilisant les nouvelles limites des districts (énumérées ci-dessous) a été les élections de 2012.
Le district couvre des parties des parties est et sud-est de l'État. Il comprend les villes d'Augusta, Dublin, Douglas et Statesboro.

## Comtés
| #   | Comté      | Siège                                | Population |
| --- | ---------- | ------------------------------------ | ---------- |
| 31  | Bulloch    | Statesboro                           | 84 327     |
| 33  | Burke      | Waynesboro                           | 24 438     |
| 43  | Candler    | Metter                               | 11 059     |
| 73  | Columbia   | Appling (de jure), Evans (de factor) | 165 162    |
| 103 | Effingham  | Springfield                          |            |
| 107 | Emanuel    | Swainsboro                           | 23 119     |
| 109 | Evans      | Claxton                              | 10 754     |
| 125 | Glascock   | Gibson                               | 2954       |
| 163 | Jefferson  | Louisville                           | 15 183     |
| 165 | Jenkins    | Millen                               | 8627       |
| 167 | Johnson    | Wrightsville                         | 9282       |
| 175 | Laurens    | Dublin                               | 49 941     |
| 181 | Lincoln    | Lincolnton                           | 7879       |
| 189 | McDuffie   | Thomson                              | 21 799     |
| 209 | Montgomery | Mount Vernon                         | 8761       |
| 245 | Richmond   | Augusta                              | 205 414    |
| 251 | Screven    | Sylvania                             | 14 174     |
| 267 | Tattnall   | Reidsville                           | 24 296     |
| 279 | Toombs     | Lyons                                | 27 040     |
| 283 | Treutien   | Soperton                             | 6341       |
| 301 | Warren     | Warrenton                            | 5106       |
| 303 | Washington | Sandersville                         | 19 820     |
| 309 | Wheeler    | Alamo                                | 7081       |
| 317 | Wilkes     | Washington                           | 9518       |

### Villes de 10 000 habitants ou plus
- Augusta - 202 081
- Evans - 34 536
- Martinez - 34 535
- Statesboro - 33 438
- Dublin - 15 946
- Grovetown - 15 577
- Vidalia - 10 785

### Villes 2 500 à 10 000 habitants
- Swainsboro - 7 425
- Thomson - 6 814
- McRae-Helena - 6 253
- Sandersville - 5 813
- Waynesboro - 5 472
- Lyons - 4 239
- Metter - 4 004
- Glennville - 3 834
- Hephzibah - 3 830
- Washington - 3 754
- Harlem - 3 571
- Wrightsville - 3 449
- Millen - 2 966
- Soperton - 2 889
- Springfield - 2 703
- Sylvania - 2 634
- Claxton - 2 602
- Reidsville - 2 515

## Historique de vote
| Année | Poste      | Résultats              |
| ----- | ---------- | ---------------------- |
| 2004  | Président  | Kerry 52,0 % - 46,0 %  |
| 2008  | Président  | Obama 54,0 % - 45,0 %  |
| 2012  | Président  | Romney 55,0 % - 44,0 % |
| 2016  | Président  | Trump 57,0 % - 41,0 %  |
| 2018  | Gouverneur | Kemp 58,0 % - 42,0 %   |
| 2020  | Président  | Trump 56,0 % - 43,0 %  |

## Liste des Représentants
| District établit le 4 mars 1913      |             |                                 |             | | |
| Dudley M. Hughes (en)                | Démocrate   | 4 mars 1913 - 3 mars 1917       | 63e , 64e   | Redécoupage depuis le 3e district et réélu en 1912. Réélu en 1914. Perds sa renomination.                                      | 1913 – 1933 |
| William W. Larsen (en)               | Démocrate   | 4 mars 1917 - 3 mars 1933       | 65e - 72e   | Élu en 1916. Réélu en 1918. Réélu en 1920. Réélu en 1922. Réélu en 1924. Réélu en 1926. Réélu en 1928. Réélu en 1930. Retrait. | 1913 – 1933 |
| District supprimé le 3 mars 1933.    |             |                                 |             | | |
| District rétablit le 3 janvier 2003. |             |                                 |             | | |
| Max Burns (en)                       | Républicain | 3 janvier 2003 - 3 janvier 2005 | 108e        | Élu en 2002. Perds sa réélection.                                                                                              | 2003 – 2007 Bulloch, Burke, Clarke, Effingham, Glascock, Jefferson, Jenkins, Screven, Taliaferro et Warren, et des parties des comtés de Bryan, Chatham, Oglethorpe et Richmond.                                                 |
| John Barrow                          | Démocrate   | 3 janvier 2005 - 3 janvier 2015 | 109e - 113e | Élu en 2004. Réélu en 2006. Réélu en 2008. Réélu en 2010. Réélu en 2012. Perds sa réélection.                                  | 2003 – 2007 Bulloch, Burke, Clarke, Effingham, Glascock, Jefferson, Jenkins, Screven, Taliaferro et Warren, et des parties des comtés de Bryan, Chatham, Oglethorpe et Richmond.                                                 |
| John Barrow                          | Démocrate   | 3 janvier 2005 - 3 janvier 2015 | 109e - 113e | Élu en 2004. Réélu en 2006. Réélu en 2008. Réélu en 2010. Réélu en 2012. Perds sa réélection.                                  | 2007 – 2013 Bulloch, Burke, Candler, Effingham, Emanuel, Evans, Glascock, Hancock, Jefferson, Jenkins, Johnson, Montgomery, Screven, Taliaferro,Warren et Washington, et des parties des comtés de Baldwin, Chatham et Richmond. |
| John Barrow                          | Démocrate   | 3 janvier 2005 - 3 janvier 2015 | 109e - 113e | Élu en 2004. Réélu en 2006. Réélu en 2008. Réélu en 2010. Réélu en 2012. Perds sa réélection.                                  | 2013 – Présent Appling, Bulloch, Burke, Candler, Coffee, Emanuel, Evans, Jeff Davis, Jenkins, Laurens, Montgomery, Richmond, Screven, Tattnall, Toombs, Treutien et Wheeler, et des parties des comtés de Columbia et Effingham. |
| Rick Allen                           | Républicain | 3 janvier 2015 - Présent        | 114e - 118e | Élu en 2014. Réélu en 2016. Réélu en 2018. Réélu en 2020. Réélu en 2022.                                                       | |

## Résultats des récentes élections
Voici les résultats des dix précédents cycles électoraux dans le district.

### 2004
| Élection de 2004 du 12e district congressionnel de Géorgie | Élection de 2004 du 12e district congressionnel de Géorgie | Élection de 2004 du 12e district congressionnel de Géorgie | Élection de 2004 du 12e district congressionnel de Géorgie | Élection de 2004 du 12e district congressionnel de Géorgie |
| ---------------------------------------------------------- | ---------------------------------------------------------- | ---------------------------------------------------------- | ---------------------------------------------------------- | ---------------------------------------------------------- |
| Parti                                                      | Parti                                                      | Candidat                                                   | Votes                                                      | %                                                          |
|                                                            | Démocrate                                                  | John Barrow                                                | 113 036                                                    | 51,81                                                      |
|                                                            | Républicain                                                | Max Burns (en) (sortant)                                   | 105 132                                                    | 48,19                                                      |
| Total des votes                                            | Total des votes                                            | Total des votes                                            | 218 168                                                    | 100%                                                       |
|                                                            | Les Démocrates prennent aux Républicains                   |                                                            |                                                            |                                                            |

### 2006
| Élection de 2006 du 12e district congressionnel de Géorgie | Élection de 2006 du 12e district congressionnel de Géorgie | Élection de 2006 du 12e district congressionnel de Géorgie | Élection de 2006 du 12e district congressionnel de Géorgie | Élection de 2006 du 12e district congressionnel de Géorgie |
| ---------------------------------------------------------- | ---------------------------------------------------------- | ---------------------------------------------------------- | ---------------------------------------------------------- | ---------------------------------------------------------- |
| Parti                                                      | Parti                                                      | Candidat                                                   | Votes                                                      | %                                                          |
|                                                            | Démocrate                                                  | John Barrow (sortant)                                      | 71 651                                                     | 50,3                                                       |
|                                                            | Républicain                                                | Max Burns (en)                                             | 70 787                                                     | 49,7                                                       |
| Total des votes                                            | Total des votes                                            | Total des votes                                            | 142 438                                                    | 100%                                                       |
|                                                            | Les Démocrates conservent                                  |                                                            |                                                            |                                                            |

### 2008
| Élection de 2008 du 12e district congressionnel de Géorgie | Élection de 2008 du 12e district congressionnel de Géorgie | Élection de 2008 du 12e district congressionnel de Géorgie | Élection de 2008 du 12e district congressionnel de Géorgie | Élection de 2008 du 12e district congressionnel de Géorgie |
| ---------------------------------------------------------- | ---------------------------------------------------------- | ---------------------------------------------------------- | ---------------------------------------------------------- | ---------------------------------------------------------- |
| Parti                                                      | Parti                                                      | Candidat                                                   | Votes                                                      | %                                                          |
|                                                            | Démocrate                                                  | John Barrow (sortant)                                      | 164 562                                                    | 66,0                                                       |
|                                                            | Républicain                                                | John Stone                                                 | 84 773                                                     | 34,0                                                       |
| Total des votes                                            | Total des votes                                            | Total des votes                                            | 249 335                                                    | 100%                                                       |
|                                                            | Les Démocrates conservent                                  |                                                            |                                                            |                                                            |

### 2010
| Élection de 2010 du 12e district congressionnel de Géorgie | Élection de 2010 du 12e district congressionnel de Géorgie | Élection de 2010 du 12e district congressionnel de Géorgie | Élection de 2010 du 12e district congressionnel de Géorgie | Élection de 2010 du 12e district congressionnel de Géorgie |
| ---------------------------------------------------------- | ---------------------------------------------------------- | ---------------------------------------------------------- | ---------------------------------------------------------- | ---------------------------------------------------------- |
| Parti                                                      | Parti                                                      | Candidat                                                   | Votes                                                      | %                                                          |
|                                                            | Démocrate                                                  | John Barrow (sortant)                                      | 92 459                                                     | 56,59                                                      |
|                                                            | Républicain                                                | Ray McKinney                                               | 70 938                                                     | 43,41                                                      |
| Total des votes                                            | Total des votes                                            | Total des votes                                            | 163 397                                                    | 100%                                                       |
|                                                            | Les Démocrates conservent                                  |                                                            |                                                            |                                                            |

### 2012
| Élection de 2012 du 12e district congressionnel de Géorgie | Élection de 2012 du 12e district congressionnel de Géorgie | Élection de 2012 du 12e district congressionnel de Géorgie | Élection de 2012 du 12e district congressionnel de Géorgie | Élection de 2012 du 12e district congressionnel de Géorgie |
| ---------------------------------------------------------- | ---------------------------------------------------------- | ---------------------------------------------------------- | ---------------------------------------------------------- | ---------------------------------------------------------- |
| Parti                                                      | Parti                                                      | Candidat                                                   | Votes                                                      | %                                                          |
|                                                            | Démocrate                                                  | John Barrow (sortant)                                      | 139 148                                                    | 53,7                                                       |
|                                                            | Républicain                                                | Lee Anderson                                               | 119 973                                                    | 46,3                                                       |
| Total des votes                                            | Total des votes                                            | Total des votes                                            | 259 121                                                    | 100%                                                       |
|                                                            | Les Démocrates conservent                                  |                                                            |                                                            |                                                            |

### 2014
| Élection de 2014 du 12e district congressionnel de Géorgie | Élection de 2014 du 12e district congressionnel de Géorgie | Élection de 2014 du 12e district congressionnel de Géorgie | Élection de 2014 du 12e district congressionnel de Géorgie | Élection de 2014 du 12e district congressionnel de Géorgie |
| ---------------------------------------------------------- | ---------------------------------------------------------- | ---------------------------------------------------------- | ---------------------------------------------------------- | ---------------------------------------------------------- |
| Parti                                                      | Parti                                                      | Candidat                                                   | Votes                                                      | %                                                          |
|                                                            | Républicain                                                | Rick Allen                                                 | 91 336                                                     | 54,75                                                      |
|                                                            | Démocrate                                                  | John Barrow (sortant)                                      | 75 377                                                     | 45,25                                                      |
| Total des votes                                            | Total des votes                                            | Total des votes                                            | 166 713                                                    | 100%                                                       |
|                                                            | Les Républicains prennent aux Démocrates                   |                                                            |                                                            |                                                            |

### 2016
| Élection de 2016 du 12e district congressionnel de Géorgie | Élection de 2016 du 12e district congressionnel de Géorgie | Élection de 2016 du 12e district congressionnel de Géorgie | Élection de 2016 du 12e district congressionnel de Géorgie | Élection de 2016 du 12e district congressionnel de Géorgie |
| ---------------------------------------------------------- | ---------------------------------------------------------- | ---------------------------------------------------------- | ---------------------------------------------------------- | ---------------------------------------------------------- |
| Parti                                                      | Parti                                                      | Candidat                                                   | Votes                                                      | %                                                          |
|                                                            | Républicain                                                | Rick Allen (sortant)                                       | 159 492                                                    | 61,6                                                       |
|                                                            | Démocrate                                                  | Tricia Carpenter McCraken                                  | 99 420                                                     | 38,4                                                       |
| Total des votes                                            | Total des votes                                            | Total des votes                                            | 258 912                                                    | 100%                                                       |
|                                                            | Les Républicains conservent                                |                                                            |                                                            |                                                            |

### 2018
| Élection de 2018 du 12e district congressionnel de Géorgie | Élection de 2018 du 12e district congressionnel de Géorgie | Élection de 2018 du 12e district congressionnel de Géorgie | Élection de 2018 du 12e district congressionnel de Géorgie | Élection de 2018 du 12e district congressionnel de Géorgie |
| ---------------------------------------------------------- | ---------------------------------------------------------- | ---------------------------------------------------------- | ---------------------------------------------------------- | ---------------------------------------------------------- |
| Parti                                                      | Parti                                                      | Candidat                                                   | Votes                                                      | %                                                          |
|                                                            | Républicain                                                | Rick Allen (sortant)                                       | 148 986                                                    | 59,5                                                       |
|                                                            | Démocrate                                                  | Francy Johnson                                             | 101 503                                                    | 40,5                                                       |
|                                                            | Write-In                                                   | Write-In                                                   | 3                                                          | 0,0                                                        |
| Total des votes                                            | Total des votes                                            | Total des votes                                            | 250 492                                                    | 100%                                                       |
|                                                            | Les Républicains conservent                                |                                                            |                                                            |                                                            |

### 2020
| Élection de 2020 du 12e district congressionnel de Géorgie | Élection de 2020 du 12e district congressionnel de Géorgie | Élection de 2020 du 12e district congressionnel de Géorgie | Élection de 2020 du 12e district congressionnel de Géorgie | Élection de 2020 du 12e district congressionnel de Géorgie |
| ---------------------------------------------------------- | ---------------------------------------------------------- | ---------------------------------------------------------- | ---------------------------------------------------------- | ---------------------------------------------------------- |
| Parti                                                      | Parti                                                      | Candidat                                                   | Votes                                                      | %                                                          |
|                                                            | Républicain                                                | Rick Allen (sortant)                                       | 181 038                                                    | 58,4                                                       |
|                                                            | Démocrate                                                  | Liz Johnson                                                | 129 061                                                    | 41,6                                                       |
| Total des votes                                            | Total des votes                                            | Total des votes                                            | 310 099                                                    | 100%                                                       |
|                                                            | Les Républicains conservent                                |                                                            |                                                            |                                                            |

### 2022
| Primaire Républicaine de 2022 du 12e district congressionnel de Géorgie | Primaire Républicaine de 2022 du 12e district congressionnel de Géorgie | Primaire Républicaine de 2022 du 12e district congressionnel de Géorgie | Primaire Républicaine de 2022 du 12e district congressionnel de Géorgie | Primaire Républicaine de 2022 du 12e district congressionnel de Géorgie |
| ----------------------------------------------------------------------- | ----------------------------------------------------------------------- | ----------------------------------------------------------------------- | ----------------------------------------------------------------------- | ----------------------------------------------------------------------- |
| Parti                                                                   | Parti                                                                   | Candidat                                                                | Votes                                                                   | %                                                                       |
|                                                                         | Républicain                                                             | Rick Allen (sortant)                                                    | 81 151                                                                  | 100%                                                                    |

| Primaire Démocrate de 2022 du 12e district congressionnel de Géorgie | Primaire Démocrate de 2022 du 12e district congressionnel de Géorgie | Primaire Démocrate de 2022 du 12e district congressionnel de Géorgie | Primaire Démocrate de 2022 du 12e district congressionnel de Géorgie | Primaire Démocrate de 2022 du 12e district congressionnel de Géorgie |
| -------------------------------------------------------------------- | -------------------------------------------------------------------- | -------------------------------------------------------------------- | -------------------------------------------------------------------- | -------------------------------------------------------------------- |
| Parti                                                                | Parti                                                                | Candidat                                                             | Votes                                                                | %                                                                    |
|                                                                      | Démocrate                                                            | Liz Johnson                                                          | 44 537                                                               | 100%                                                                 |

| Élection de 2022 du 12e district congressionnel de Géorgie | Élection de 2022 du 12e district congressionnel de Géorgie | Élection de 2022 du 12e district congressionnel de Géorgie | Élection de 2022 du 12e district congressionnel de Géorgie | Élection de 2022 du 12e district congressionnel de Géorgie |
| ---------------------------------------------------------- | ---------------------------------------------------------- | ---------------------------------------------------------- | ---------------------------------------------------------- | ---------------------------------------------------------- |
| Parti                                                      | Parti                                                      | Candidat                                                   | Votes                                                      | %                                                          |
|                                                            | Républicain                                                | Rick Allen (sortant)                                       | 158 047                                                    | 59,60                                                      |
|                                                            | Démocrate                                                  | Liz Johnson                                                | 107 148                                                    | 40,4                                                       |
| Total des votes                                            | Total des votes                                            | Total des votes                                            | 265 195                                                    | 100%                                                       |
|                                                            | Les Républicains conservent                                |                                                            |                                                            |                                                            |

### 2024
| Primaire Républicaine de 2024 du 12e district congressionnel de Géorgie | Primaire Républicaine de 2024 du 12e district congressionnel de Géorgie | Primaire Républicaine de 2024 du 12e district congressionnel de Géorgie | Primaire Républicaine de 2024 du 12e district congressionnel de Géorgie | Primaire Républicaine de 2024 du 12e district congressionnel de Géorgie |
| ----------------------------------------------------------------------- | ----------------------------------------------------------------------- | ----------------------------------------------------------------------- | ----------------------------------------------------------------------- | ----------------------------------------------------------------------- |
| Parti                                                                   | Parti                                                                   | Candidat                                                                | Votes                                                                   | %                                                                       |
|                                                                         | Républicain                                                             | Rick Allen (sortant)                                                    | 49 806                                                                  | 100%                                                                    |

| Primaire Démocrate de 2024 du 12e district congressionnel de Géorgie | Primaire Démocrate de 2024 du 12e district congressionnel de Géorgie | Primaire Démocrate de 2024 du 12e district congressionnel de Géorgie | Primaire Démocrate de 2024 du 12e district congressionnel de Géorgie | Primaire Démocrate de 2024 du 12e district congressionnel de Géorgie |
| -------------------------------------------------------------------- | -------------------------------------------------------------------- | -------------------------------------------------------------------- | -------------------------------------------------------------------- | -------------------------------------------------------------------- |
| Parti                                                                | Parti                                                                | Candidat                                                             | Votes                                                                | %                                                                    |
|                                                                      | Démocrate                                                            | Liz Johnson                                                          | 23 358                                                               | 59,0                                                                 |
|                                                                      | Démocrate                                                            | Daniel Jackson                                                       | 16 238                                                               | 41,0                                                                 |

| Élection de 2024 du 12e district congressionnel de Géorgie | Élection de 2024 du 12e district congressionnel de Géorgie | Élection de 2024 du 12e district congressionnel de Géorgie | Élection de 2024 du 12e district congressionnel de Géorgie | Élection de 2024 du 12e district congressionnel de Géorgie |
| ---------------------------------------------------------- | ---------------------------------------------------------- | ---------------------------------------------------------- | ---------------------------------------------------------- | ---------------------------------------------------------- |
| Parti                                                      | Parti                                                      | Candidat                                                   | Votes                                                      | %                                                          |
|                                                            | Républicain                                                | Rick Allen (sortant)                                       | 205 849                                                    | 60,3                                                       |
|                                                            | Démocrate                                                  | Liz Johnson                                                | 135 417                                                    | 39,7                                                       |
| Total des votes                                            | Total des votes                                            | Total des votes                                            | 341 266                                                    | 100 %                                                      |
|                                                            | Les Républicains conservent                                |                                                            |                                                            |                                                            |